# Jackie Milburn
John Milburn detto Jackie (Ashington, 11 marzo 1924 – Ashington, 9 ottobre 1988) è stato un calciatore e allenatore di calcio inglese, di ruolo attaccante.
Soprannominato Wor Jackie, è il secondo cannoniere di sempre del Newcastle Utd, con cui ha collezionato 494 presenze e 239 reti.
Con la maglia dell'Inghilterra collezionò 13 presenze e 10 reti e partecipò al campionato del mondo 1950.
In carriera vinse 3 FA Cup (1951, 1952, 1955), 1 campionato nordirlandese (1958-1959) ed una Irish Cup (1960).

## Biografia
La sua famiglia diede un importante apporto al calcio inglese, difatti i suoi quattro cugini (George, Jack, Jim e Stan), ed i figli della cugina (Bobby e Jack Charlton), furono tutti calciatori professionisti.

## Statistiche

### Cronologia presenze e reti in nazionali
| Cronologia completa delle presenze e delle reti in nazionale ― Inghilterra | Cronologia completa delle presenze e delle reti in nazionale ― Inghilterra | Cronologia completa delle presenze e delle reti in nazionale ― Inghilterra | Cronologia completa delle presenze e delle reti in nazionale ― Inghilterra | Cronologia completa delle presenze e delle reti in nazionale ― Inghilterra | Cronologia completa delle presenze e delle reti in nazionale ― Inghilterra | Cronologia completa delle presenze e delle reti in nazionale ― Inghilterra | Cronologia completa delle presenze e delle reti in nazionale ― Inghilterra |
| Data                                                                       | Città                                                                      | In casa                                                                    | Risultato                                                                  | Ospiti                                                                     | Competizione                                                               | Reti                                                                       | Note                                                                       |
| -------------------------------------------------------------------------- | -------------------------------------------------------------------------- | -------------------------------------------------------------------------- | -------------------------------------------------------------------------- | -------------------------------------------------------------------------- | -------------------------------------------------------------------------- | -------------------------------------------------------------------------- | -------------------------------------------------------------------------- |
| 9-10-1948                                                                  | Belfast                                                                    | Irlanda del Nord                                                           | 2 – 6                                                                      | Inghilterra                                                                | Torneo Interbritannico 1948                                                | 1                                                                          |                                                                            |
| 10-11-1948                                                                 | Birmingham                                                                 | Inghilterra                                                                | 1 – 0                                                                      | Galles                                                                     | Torneo Interbritannico 1948                                                | -                                                                          |                                                                            |
| 2-12-1948                                                                  | Londra                                                                     | Inghilterra                                                                | 6 – 0                                                                      | Svizzera                                                                   | Amichevole                                                                 | 1                                                                          |                                                                            |
| 9-4-1949                                                                   | Londra                                                                     | Inghilterra                                                                | 1 – 3                                                                      | Scozia                                                                     | Torneo Interbritannico 1949                                                | 1                                                                          |                                                                            |
| 15-10-1949                                                                 | Cardiff                                                                    | Galles                                                                     | 1 – 4                                                                      | Inghilterra                                                                | Qual. Mondiali 1950                                                        | 3                                                                          |                                                                            |
| 14-5-1950                                                                  | Oeiras                                                                     | Portogallo                                                                 | 3 – 5                                                                      | Inghilterra                                                                | Amichevole                                                                 | -                                                                          |                                                                            |
| 18-5-1950                                                                  | Bruxelles                                                                  | Belgio                                                                     | 1 – 4                                                                      | Inghilterra                                                                | Amichevole                                                                 | -                                                                          | 11’                                                                        |
| 2-7-1950                                                                   | Rio de Janeiro                                                             | Inghilterra                                                                | 0 – 1                                                                      | Spagna                                                                     | Mondiali 1950                                                              | -                                                                          |                                                                            |
| 15-11-1950                                                                 | Sunderland                                                                 | Inghilterra                                                                | 4 – 2                                                                      | Galles                                                                     | Torneo Interbritannico 1950                                                | 1                                                                          |                                                                            |
| 9-5-1951                                                                   | Londra                                                                     | Inghilterra                                                                | 2 – 1                                                                      | Argentina                                                                  | Amichevole                                                                 | 1                                                                          |                                                                            |
| 19-5-1951                                                                  | Liverpool                                                                  | Inghilterra                                                                | 5 – 2                                                                      | Portogallo                                                                 | Amichevole                                                                 | 2                                                                          |                                                                            |
| 3-10-1951                                                                  | Londra                                                                     | Inghilterra                                                                | 2 – 2                                                                      | Francia                                                                    | Amichevole                                                                 | -                                                                          |                                                                            |
| Totale                                                                     |                                                                            | Presenze                                                                   | 13                                                                         |                                                                            | Reti                                                                       | 10                                                                         |                                                                            |

## Palmarès

### Giocatore

#### Competizioni nazionali
- Coppa d'Inghilterra: 3

Newcastle: 1950-1951, 1951-1952, 1954-1955
- Campionato nordirlandese: 1

Linfield: 1958-1959
- Irish Cup: 1

Linfield: 1959-1960
- County Antrim Shield: 2

Linfield: 1957-1958, 1958-1959
- City Cup: 2

Linfield: 1957-1958, 1958-1959
- Gold Cup (Irlanda del Nord): 2

Linfield: 1957-1958, 1959-1960
- Ulster Cup: 1

Linfield: 1959-1960

### Individuale
- Capocannoniere del campionato nordirlandese: 2[5]

1957-1958 (29 gol), 1958-1959 (26 gol)